# World Series 2001
Le World Series 2001 sono state la 97ª edizione della serie di finale della Major League Baseball al meglio delle sette partite tra i campioni della National League (NL) 2001, gli Arizona Diamondbacks, e quelli della American League (AL), i New York Yankees. A vincere il loro primo titolo furono i Diamondbacks per quattro gare a tre.
In quella che è considerata una delle migliori edizioni delle World Series di tutti i tempi, Arizona stabilì un record per gli sport professionistici americani vincendo il titolo alla quarta stagione nella lega e interrompendo il dominio degli Yankees che durava da tre stagioni consecutive. Inoltre i D'backs diventarono il primo club dello Stato dell'Arizona a conquistare un campionato. Furono anche le prime World Series a concludersi nel mese di novembre, a causa del ritardo della conclusione della stagione regolare dovuto agli attacchi dell'11 settembre.
I lanciatori Randy Johnson e Curt Schilling furono nominati Co-MVP delle World Series.

## Sommario

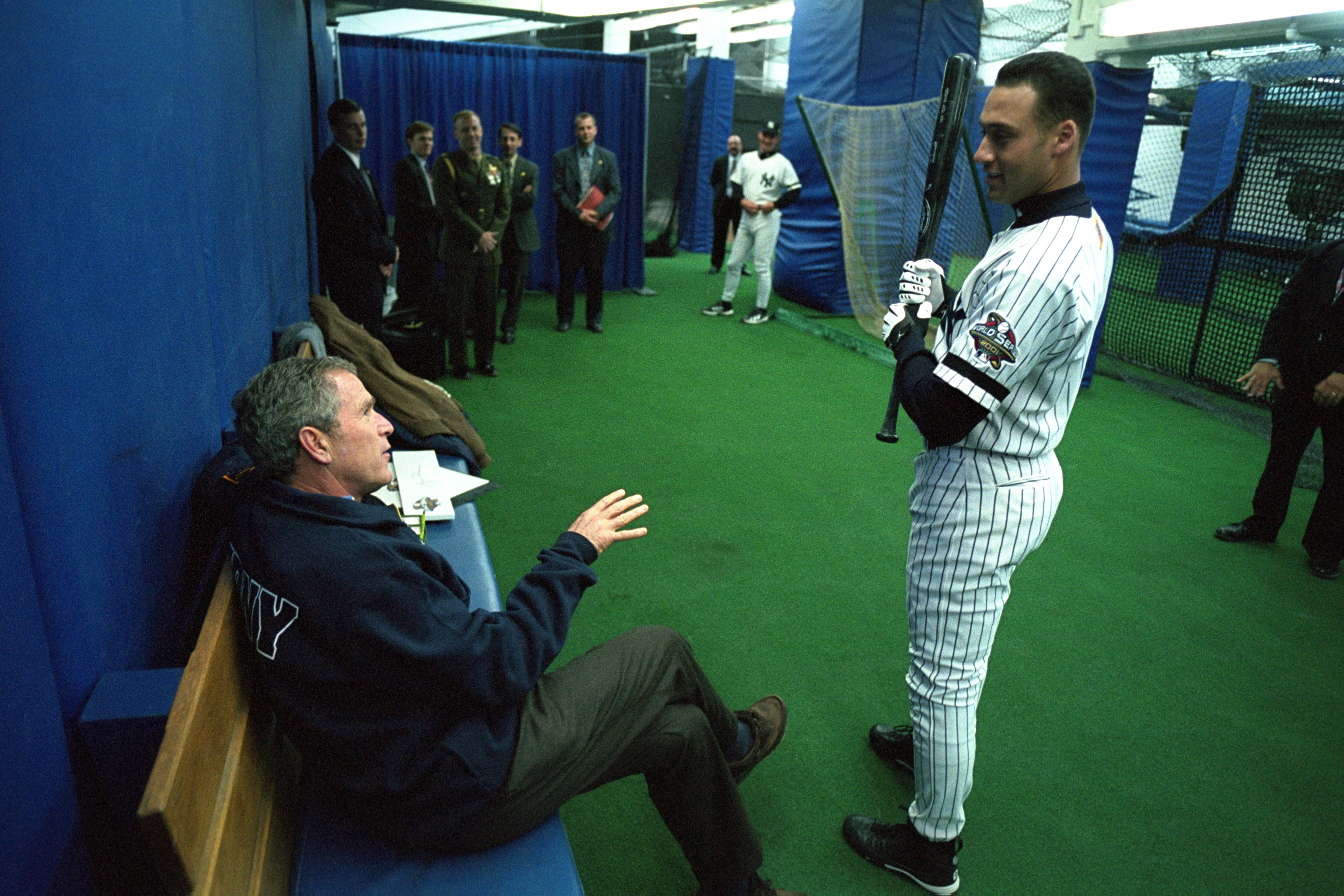
Il Presidente George W. Bush con Derek Jeter prima di gara 3

Arizona ha vinto la serie, 4-3.
| Gara | Data        | Risultato                                                  | Stadio            | Tempo | Pubblico |
| ---- | ----------- | ---------------------------------------------------------- | ----------------- | ----- | -------- |
| 1    | 27 ottobre  | New York Yankees – 1, Arizona Diamondbacks – 9             | Bank One Ballpark | 2:44  | 49.646   |
| 2    | 28 ottobre  | New York Yankees – 0, Arizona Diamondbacks – 4             | Bank One Ballpark | 2:35  | 49.646   |
| 3    | 30 ottobre  | Arizona Diamondbacks – 1, New York Yankees – 2             | Yankee Stadium    | 3:26  | 55.820   |
| 4    | 31 ottobre  | Arizona Diamondbacks – 3, New York Yankees – 4 (10 inning) | Yankee Stadium    | 3:31  | 55.863   |
| 5    | 1º novembre | Arizona Diamondbacks – 2, New York Yankees – 3 (12 inning) | Yankee Stadium    | 4:15  | 56.018   |
| 6    | 3 novembre  | New York Yankees – 2, Arizona Diamondbacks – 15            | Bank One Ballpark | 3:33  | 49.707   |
| 7    | 4 novembre  | New York Yankees – 2, Arizona Diamondbacks – 3             | Bank One Ballpark | 3:20  | 49.589   |

## Hall of Famer coinvolti
- Diamondbacks: Randy Johnson
- Yankees: Joe Torre (manager), Derek Jeter, Mike Mussina, Mariano Rivera